# Grad Pafos
Grad Pafos stoji na zahodnem koncu mestnega pristanišča v Pafosu na Cipru. Prvotno je bila bizantinska trdnjava, zgrajena za zaščito pristanišča. Danes si lahko obiskovalec ogleda Zahodnofrankovski stolp z beneškimi dodatki, kot so ga obnovili Osmani leta 1592, glede na ustrezen napis nad vhodom v grad. Bela marmorna plošča (dimenzije: 150 × 40 cm) nad vhodom v stolp se nanaša na njegovo rekonstrukcijo leta 1592 našega štetja, ki jo je izvedel turški guverner Cipra Ahmet Paša (1589–1593).
Glavna trdnjava mesta je bila v Saranta Kolones, približno 600 metrov zahodno, in jo je uničil potres leta 1222.

## Zgodovina
Prvotna bizantinska trdnjava je bila uničena v potresu leta 1222. V 13. stoletju so jo Lusignanci obnovili in razširili. Zgradili so tudi tako imenovane »genovske stolpe«. To je grad, sestavljen iz kompleksa 2 stolpov, katerih ruševine so 80 metrov vzhodno od gradu, tik ob vhodu v pristanišče in so služile kot najboljša obramba. Čeprav so ti stolpi veljali za podrejene večjemu gradu, niso imeli stika drug z drugim in so bili verjetno ločen grad. Ime so dobili zaradi pomena v bitki proti Genovežani leta 1373, kjer so imeli pomembno vlogo pri obrambi mestnega pristanišča, saj so bili Genovežani predvsem pomorska sila. Pomembne so bile tudi v bitki proti Mamelukom leta 1426, kjer so bile močno poškodovane in od takrat niso bile obnovljene. Stolpi so bili uničeni po močnem potresu leta 1491, vendar so njihove ruševine še vedno vidne. Grad so vzdrževali Benečani in ga nekaj dozidali.
Grad se je upiral genovski invaziji leta 1373 in je bil eden redkih, ki ga leta 1426 niso pokorili Mameluki pod vodstvom svojega gardista Sforze, ki je bil hud španski plačanec. Avgusta 1570, ko so se izkrcali Turki, ga njegova straža ni uspela zapustiti, tako kot v drugih primerih. Kljub hrabrosti branilcev in dobremu položaju gradu se je po 16 dneh hudih bojev njegova straža uprla v gradu, ki je bil porušen. Osmani so ruševine gradu popravili po prvotni zgradbi, saj zaradi močne konstrukcije ni prišlo do popolnega uničenja. Grad je imel med turško okupacijo 100 mož in 12 topov stražo, ki je odšla s prihodom Britancev leta 1878.

## Arhitektura
Glavni del gradu sestavlja velik pravokoten stolp (dimenzije: 40 × 20 m) z zaprtim dvoriščem v sredini. Pritličje je sestavljeno iz osrednje dvorane z majhnimi prostori in velikimi prostori na obeh velikih straneh, ki so se med osmansko vladavino uporabljali kot zapori in vojašnica. Na strehi je manjši kvadratni stolp (dimenzije: 15 × 10 m) s tremi velikimi prostori, kjer je živela grajska straža. V istem nivoju po obodu je 12 rampartov na strehi, ki so lahko držala ustrezno število topov v času turške okupacije.
Leta 1878, s prihodom Britancev, se je grad prenehal uporabljati v vojaške namene in je postal skladišče soli do leta 1935, ko je bil po zakonu o starinah razglašen za antični spomenik. Od takrat predstavlja eno najbolj značilnih znamenitosti mesta Pafos. V letih 1938-9 so popravili različne razpoke v stenah in valobranu. Grad je opustošil potres leta 1953, popravila pa so bila končana leta 1969. Prizadele so ga tudi turške zračne in pomorske sile med bombardiranjem pristanišča Pafos 21. julija 1974, vendar ni utrpel resne škode. V zadnjem času grad služi kot prizorišče letnega septembrskega kulturnega festivala na prostem v Pafosu. Opravljenih je bilo več arheoloških izkopavanj, da bi raziskali njegovo preteklost.

## Turizem
Trenutno se grad uporablja kot turistična atrakcija in občasno ima tematske razstave. Vstopnina je 2,50 €, čas obiska je pozimi od 8:30 do 17:00, poleti pa od 8:30 do 19:30. Pritličje gradu je dostopno osebam z invalidskim vozičkom, zgornje nadstropje pa ne.